# ドクターデヴィアス化粧品
ドクターデヴィアス化粧品（ドクターデヴィアスけしょうひん）は大阪府大阪市中央区に本社がある。

## 事業内容
化粧品・健康食品の販売。

## 沿革
- 1996年（平成8年）7月 - ドクターデヴィアス化粧品株式会社を設立。
- 2004年（平成16年）7月 - 大阪国税局の税務調査で2003年までの4年間に約7億円の所得隠しを指摘され、重加算税を含めた3.1億円を追徴課税される。 2004年（平成16年）10月 - ドクターデヴィアス化粧品販売株式会社を設立。

## 関連企業
- ドクターデヴィアス化粧品販売株式会社
- 近畿ドクターデヴィアス販売株式会社

## CM出演者
- 松田聖子
- 中山美穂
- 常盤貴子
- 壇れい（2017年 - ）